# 사도가섬
사도가섬(일본어: 佐渡島 사도가시마[*])은 니가타현의 서부에 위치한 섬. 전체가 니가타현 사도시(新潟県佐渡市)에 속해 있으며, 사도야히코 요미야마 국가정정공원, 사도 지질공원에 포함된다. 인구는 52,135명(2020년 5월 1일 기준). 
유인국경도서법에 따라 '특정 유인국경도서지역을 구성하는 낙도'로 지정되어 있다.  '특정 유인국경 도서지역을 구성하는 낙도'로 지정되어 있다.
섬 이름에 대해서는 국토지리원 '표준지명집'에 '사도가시마'로 표기되어 있다. 지역 의회에서는 '사도가시마'로의 변경 논의가 있다.

## 지리
면적은 854.81km2로 혼슈 등 주요 4개 섬과 북방영토를 제외한 일본의 섬 중 오키나와 본섬에 이어 두 번째로 넓은 면적을 가지고 있다. 이는 도쿄도 본토(도쿄 23구, 다마 지역, 도서지역 제외) 면적 1791.47km2의 약 48%에 해당하며, 오사카부 면적 1897.86km2의 약 45%에 해당한다. 

## 개요
2021년 12월 28일 일본이 군함도처럼 강제 징용에 대한 어떤 설명도 없이 사도가섬의 사도광산을 세계유산 후보로 선정해 세계유산 등재 신청을 한다는 소식이 전해졌다. 일본측 관계자는 "조선인 강제 동원 사실을 언급하는 건 검토하지 않고 있다"고 KBS에 밝혔다. 이에 대해 대한민국 외교부는 유감 표명과 등재 철회를 요구하였다.
2022년 1월 18일 하야시 요시마사 일 외상이 사도(佐渡) 광산의 유네스코(UNESCO) 세계문화유산 등재 추진과 관련해 "한국에 우리나라(일본)의 입장에 근거해 적절히 의사를 전달하고 있다"고 밝혔다. 하지만, 1월 27일 아베를 비롯한 일본 우익 세력들은 강제징용과 사도광산은 서로 상관 없다는 무논리로 유네스코에 등재해야 한다고 주장한다. 이에 한국 외교부와 일본 시민단체가 등재 재추천에 반대를 표하였다. 하지만 일본은 1월 28일 한국의 반대에도 불구하고 추천을 강행하였다. 이에 한국 외교부는 주한일본대사를 불러 강한 유감을 전하였다.
2월 9일 러시아 외무부가 일본의 사도광산 등재 추진에 반대의 입장과 한국 정부의 반대 입장에 대해 이해한다고 밝혔다. 또한 2월 11일 중국 외교부도 일본은 불행한 역사에 대해 직시해야한다는 입장을 밝히었다.
2월 11일 한일 외교장관이 하와이에서 첫 회담을 갖고 상호 의견을 교환하였는데, 정의용 외교장관은 일본이 사도광산 등재 추진에 항의를 하였다. 하지만 일본은 추천서에 군함도 때와 똑같이 강제 징용에 대한 내용만 제외한 것으로 알려졌다.
일본이 지난 2월 강제징용 등 과거사 문제로 한국이 반대하는 사도광산의 세계문화유산 등록에 관한 추천서를 냈지만, 유네스코 측이 일부에 "충분하지 않은 점이 있다"고 지적하면서 늦어지고 있다고 한다. 이에 2023년 6월 유네스코 등재총회 때까지 한일간 관계는 평탄치 않을 것 같다.
참고로 사도가섬은 1200여명의 조선인들이 강제 노역한 곳으로 알려졌다.

## 역사
자세한 것은 사도시의 「사도시의 역사」의 항목을 참조.
- 사도국 : 다이카 개신 이후에 나라가 되었다.
- 사도 금산 : 근대에 개발되어 우에스기씨로부터 에도 막부의 직할지가 된다.
- 에도 시대 : 사도 봉행이 놓였다.

## 기후
| 사도시 아이카와의 기후                                       | 사도시 아이카와의 기후 | 사도시 아이카와의 기후 | 사도시 아이카와의 기후 | 사도시 아이카와의 기후 | 사도시 아이카와의 기후 | 사도시 아이카와의 기후 | 사도시 아이카와의 기후 | 사도시 아이카와의 기후 | 사도시 아이카와의 기후 | 사도시 아이카와의 기후 | 사도시 아이카와의 기후 | 사도시 아이카와의 기후 | 사도시 아이카와의 기후 |
| 월                                                           | 1월                    | 2월                    | 3월                    | 4월                    | 5월                    | 6월                    | 7월                    | 8월                    | 9월                    | 10월                   | 11월                   | 12월                   | 연간                   |
| ------------------------------------------------------------ | ---------------------- | ---------------------- | ---------------------- | ---------------------- | ---------------------- | ---------------------- | ---------------------- | ---------------------- | ---------------------- | ---------------------- | ---------------------- | ---------------------- | ---------------------- |
| 역대 최고 기온 °C (°F)                                       | 17.0 (62.6)            | 20.7 (69.3)            | 23.2 (73.8)            | 28.0 (82.4)            | 30.0 (86.0)            | 34.1 (93.4)            | 37.4 (99.3)            | 38.5 (101.3)           | 37.4 (99.3)            | 31.5 (88.7)            | 26.3 (79.3)            | 22.9 (73.2)            | 38.5 (101.3)           |
| 일평균 최고 기온 °C (°F)                                     | 6.5 (43.7)             | 6.7 (44.1)             | 9.6 (49.3)             | 14.9 (58.8)            | 19.9 (67.8)            | 23.3 (73.9)            | 27.1 (80.8)            | 29.3 (84.7)            | 25.9 (78.6)            | 20.5 (68.9)            | 15.0 (59.0)            | 9.7 (49.5)             | 17.4 (63.3)            |
| 일일 평균 기온 °C (°F)                                       | 4.0 (39.2)             | 4.0 (39.2)             | 6.5 (43.7)             | 11.1 (52.0)            | 15.9 (60.6)            | 19.8 (67.6)            | 24.0 (75.2)            | 26.0 (78.8)            | 22.5 (72.5)            | 17.2 (63.0)            | 11.8 (53.2)            | 6.8 (44.2)             | 14.1 (57.4)            |
| 일평균 최저 기온 °C (°F)                                     | 1.3 (34.3)             | 1.0 (33.8)             | 2.9 (37.2)             | 7.2 (45.0)             | 12.0 (53.6)            | 16.6 (61.9)            | 21.3 (70.3)            | 22.9 (73.2)            | 19.2 (66.6)            | 13.6 (56.5)            | 8.2 (46.8)             | 3.8 (38.8)             | 10.8 (51.4)            |
| 역대 최저 기온 °C (°F)                                       | −7.5 (18.5)            | −7.4 (18.7)            | −6.4 (20.5)            | −2.1 (28.2)            | 2.5 (36.5)             | 7.6 (45.7)             | 12.1 (53.8)            | 14.6 (58.3)            | 9.5 (49.1)             | 4.4 (39.9)             | −2.8 (27.0)            | −6.6 (20.1)            | −7.5 (18.5)            |
| 평균 강수량 mm (인치)                                        | 131.1 (5.16)           | 91.6 (3.61)            | 96.6 (3.80)            | 94.5 (3.72)            | 97.3 (3.83)            | 122.5 (4.82)           | 207.3 (8.16)           | 137.5 (5.41)           | 139.9 (5.51)           | 133.1 (5.24)           | 154.8 (6.09)           | 175.7 (6.92)           | 1,572.5 (61.91)        |
| 평균 강설량 cm (인치)                                        | 28 (11)                | 25 (9.8)               | 4 (1.6)                | 0 (0)                  | —                      | —                      | —                      | —                      | —                      | —                      | —                      | 9 (3.5)                | 67 (26)                |
| 평균 강수일수 (≥ 0.5 mm)                                     | 22.8                   | 18.6                   | 16.0                   | 11.5                   | 11.0                   | 10.7                   | 12.3                   | 9.9                    | 11.9                   | 13.8                   | 18.2                   | 23.0                   | 178.9                  |
| 평균 강설일수 (≥ 0 cm)                                       | 23.6                   | 19.9                   | 13.2                   | 1.7                    | 0                      | 0                      | 0                      | 0                      | 0                      | 0                      | 2.1                    | 14.9                   | 75.4                   |
| 평균 상대 습도 (%)                                           | 69                     | 68                     | 66                     | 67                     | 72                     | 78                     | 81                     | 77                     | 73                     | 69                     | 68                     | 69                     | 71                     |
| 평균 월간 일조시간                                           | 46.2                   | 69.2                   | 133.1                  | 177.0                  | 200.7                  | 178.4                  | 161.2                  | 207.8                  | 157.0                  | 147.5                  | 95.8                   | 50.6                   | 1,625.8                |
| 출처: 일본 기상청 (평년값: 1991년~2020년, 극값: 1911년~현재) |                        |                        |                        |                        |                        |                        |                        |                        |                        |                        |                        |                        |                        |

## 같이 보기
- 사도시